# 清湖镇 (陆川县)
清湖镇，是中华人民共和国广西壮族自治区玉林市陆川县下辖的一个乡镇级行政单位。

## 行政区划
清湖镇下辖以下地区：
清湖街社区、清湖村、塘寨村、三水村、陆坡村、旺山村、永平村、平安村、水亭村、那若村、官冲村、新官村和塘榄村。